# Шрааддга
Шрааддга (Шрāддга) (санскр. श्राद्ध Śrād'dha — панахида); у перекладі з санскриту буквально означає якусь річ або якусь дію, що виконується з усією щирістю і вірою (Шраддгā). У індуїстській релігії, це обряд, який людина виконує, щоб віддати належне своїм «предкам» (санскр. Pitṛs), особливо до своїх померлих батьків. В принципі, це спосіб для людей, щоб висловити сердечну вдячність взагалі і вдячність по відношенню до своїх батьків і предків, за те, що допомогли їм бути такими, якими вони є, і молитися за їхній упокій. Також може розглядатися як «день пам'яті». Шраадга виконується, як для батька і матері окремо, в дні коли вони померли. Проводиться на річницю смерті або колективно протягом Пітра Пакша або Шрааддга Пакша (два тижні предків), прямо перед Шарад Наваратрі восени.